# カプラーニカ
カプラーニカ（伊: Capranica）は、イタリア共和国ラツィオ州ヴィテルボ県にある、人口約6,400人の基礎自治体（コムーネ）。

## 地理

### 位置・広がり
ヴィテルボ県のコムーネ。県都ヴィテルボから南南東へ19kmの距離にある。

#### 隣接コムーネ
隣接するコムーネは以下の通り。
- バルバラーノ・ロマーノ
- バッサーノ・ロマーノ
- ロンチリオーネ
- ストリ
- ヴェヤーノ
- ヴェトラッラ

### 気候分類・地震分類
カプラーニカにおけるイタリアの気候分類 (it) および度日は、zona D, 2077 GGである。
また、イタリアの地震リスク階級 (it) では、zona 3A (sismicità bassa) に分類される。

## 行政

### 分離集落
カプラーニカには、以下の分離集落（フラツィオーネ）がある。
- Capranica Scalo, Vico Matrino, Querce d`Orlando